# ポーフィ
ポーフィ（伊: Pofi）は、イタリア共和国ラツィオ州フロジノーネ県にある、人口約3,900人の基礎自治体（コムーネ）。

## 地理

### 位置・広がり

#### 隣接コムーネ
隣接するコムーネは以下の通り。
- アルナーラ
- カストロ・デイ・ヴォルシ
- チェッカーノ
- チェプラーノ
- リーピ

### 気候分類・地震分類
ポーフィにおけるイタリアの気候分類 (it) および度日は、zona E, 2158 GGである。
また、イタリアの地震リスク階級 (it) では、zona 2B (sismicità media) に分類される。